# Jean Dubuffet

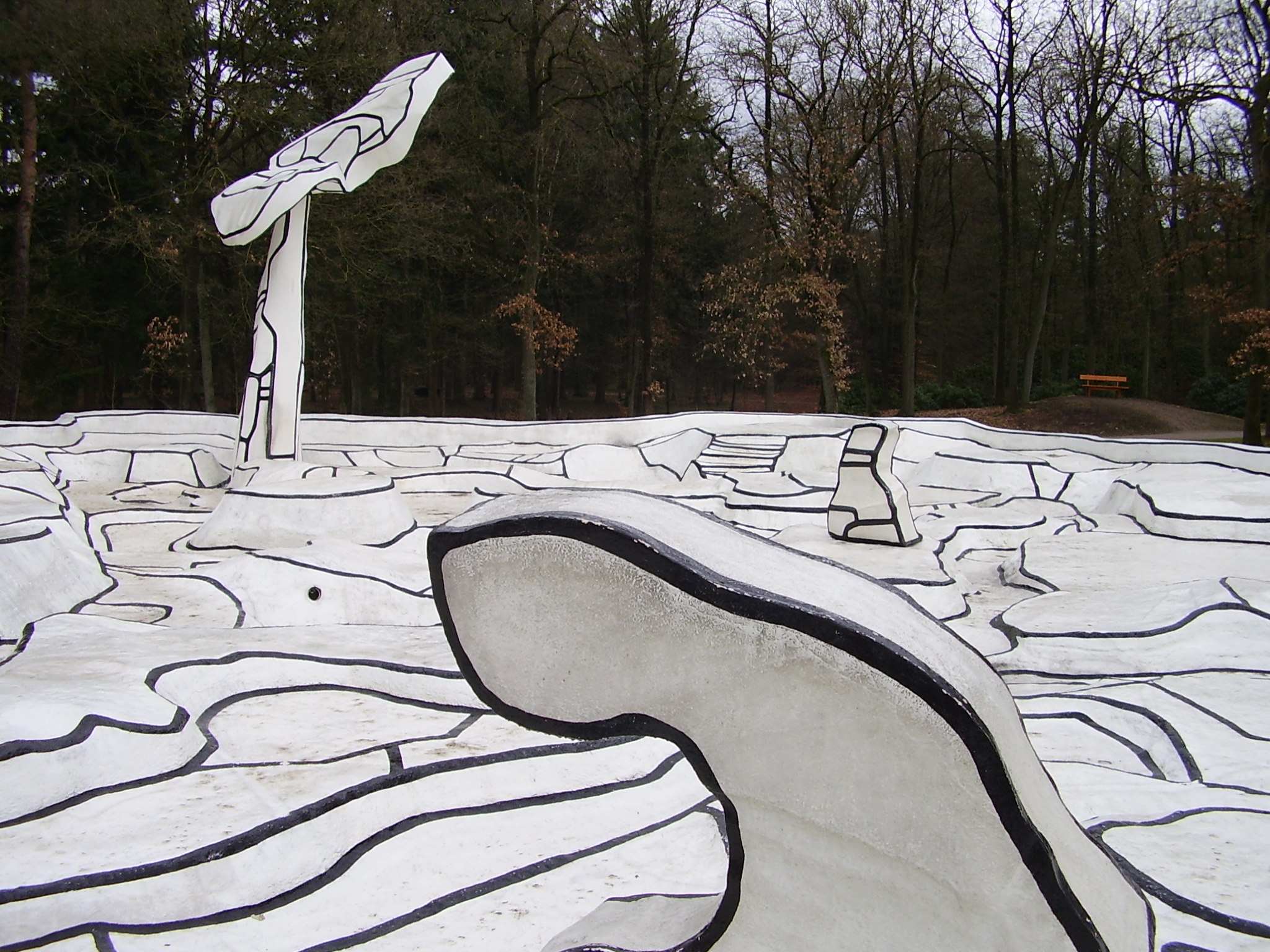
Jardin d'émail in het Beeldenpark van het Kröller-Müller Museum

Jean Dubuffet (Le Havre, 31 juli 1901 – Parijs, 12 mei 1985) was een Frans kunstenaar die onder andere grote beeldhouwwerken maakte. Hij staat bekend als de propagandist van de term art brut.

## Biografie
Jean Dubuffet bezocht de kunstacademie in zijn geboorteplaats Le Havre en ging in 1918 naar Parijs. In 1924 gaf hij zijn kunstzinnige aspiraties op om leiding te gaan geven aan het wijnbedrijf van zijn familie. Jean Dubuffet bleef in het familiebedrijf werken tot 1942, toen hij besloot dat kunst weer de prioriteit moest worden.
In 1944 en 1946 vonden tentoonstellingen van zijn nieuwe werk plaats in Parijs. In 1947 waren zijn schilderijen ook te zien in New York. Dubuffet schilderde in een wilde stijl en gebruikte niet alleen verf. Hij verwerkte ook asfalt en gebroken glas in zijn schilderijen.
Dubuffet had een grote belangstelling voor tekeningen van kinderen, geestelijk minder begaafden en gedetineerden. Hiervan legde hij een grote verzameling aan. Hij noemde deze kunst art brut. Later werd het werk van Dubuffet en dat van zijn volgers aangeduid met deze term.
Aan het begin van de jaren vijftig ontstond een belangrijke serie figuren onder de noemer Corps de dames et personnages 1943-1952. Later schilderde Dubuffet ook landschappen en stadsgezichten. Veel aandacht van de pers ging uit naar het brute karakter van deze schilderijen. De rebelse humor van Dubuffet kreeg te weinig aandacht. In het midden van de jaren vijftig ontstond de serie Tableaux d'Assemblages, waarbij hij gestructureerde en gekleurde doeken in stukken sneed, om deze vervolgens als een mozaïek weer aan elkaar te plakken. Uit deze tijd is ook het werk Jardin de Bibi Trompette (Bibi Trompette's Garden, 1955), een collage met vleugels van vlinders. 
Aan het begin van de jaren zestig vonden zowel in Parijs als New York grote overzichtstentoonstellingen van Jean Dubuffet plaats. Later kreeg zijn werk ook de aandacht in Amsterdam en Londen.
In de jaren zestig begon Jean Dubuffet met plastics te werken, waardoor zijn werk nog driedimensionaler werd. Er ontstonden zowel schilderijen met reliëf als losstaande objecten. Er volgden spoedig opdrachten voor grote openbare objecten en theaterdecors.
Aan het einde van zijn leven publiceerde Dubuffet enkele boeken over art brut en zijn eigen kunst.

## Werkwijze
Dubuffet bracht de verf zeer dik op de ondergrond aan. Hij gebruikte vaak dikke zwarte contouren tegen witte achtergrond. Zijn werken doen primitief aan, de voorstelling lijkt minder belangrijk. Jean Dubuffet was een wegbereider van de informele schilderkunst en brak met het geometrisch abstracte.
Voor het Beeldenpark van het Kröller-Müller Museum in Otterlo vervaardigde Jean Dubuffet het kunstwerk Jardin d'émail (1973), een voorbeeld van een environment. Environment-art wordt gezien als een stroming van de conceptuele kunst. Ook in Manhattan staat een beeldhouwwerk van hem, Groupe de 4 arbres (Group of Four Trees, 1972).

## Werk in openbare collecties (selectie)
- Fine Arts Museums of San Francisco, San Francisco
- Guggenheim Museum, New York
- Kröller-Müller Museum, Otterlo
- Metropolitan Museum of Art, New York
- Museum Boijmans Van Beuningen, Rotterdam[1]
- Museum Ludwig, Keulen
- Museum of Modern Art, New York
- National Gallery of Art, Washington D.C.
- National Gallery of Australia, Canberra
- National Gallery of Scotland, Edinburgh
- Stedelijk Museum, Amsterdam
- Museo IVAM, Valencia

- Art Gallery of South Australia: 9281
- Bibsys: 14060231
- Biblioteca Nacional de Chile: 000047575
- Biblioteca Nacional de España: XX1053485
- Bibliothèque nationale de France: cb119008529 (data)
- Catàleg d'autoritats de noms i títols de Catalunya: 981058604988706706
- CiNii: DA03975823
- Digitale Bibliotheek voor de Nederlandse Letteren: dubu004
- Gemeinsame Normdatei: 118527681
- Historisch woordenboek van Zwitserland: 027710
- International Standard Name Identifier: 0000 0001 2136 3204
- KulturNav: 56b54570-2da6-4b44-bf21-0be240a9a4bf
- Library of Congress Control Number: n79134984
- Nationale Bibliotheek van Letland: 000040487
- MusicBrainz: 8d1617be-b3ae-4021-90ca-16d9a379691c
- Bibliotheek van het Japanse parlement: 00438303
- National Gallery of Victoria: 936
- Nationale Bibliotheek van Tsjechië: jn19990001887
- Nationale bibliotheek van Australië: 35047228
- Nationale Bibliotheek van Israël: 987007260490905171
- Nationale Bibliotheek van Polen: a0000001186727
- Nationale en Universitaire bibliotheek Zagreb: 000170194
- Nederlandse Thesaurus van Auteursnamen: 069099553
- PIC: 10915
- Réseau des bibliothèques de Suisse occidentale: 02-A000053358
- RKD-Nederlands Instituut voor Kunstgeschiedenis: 24482
- Istituto Centrale per il Catalogo Unico: CFIV086308
- LIBRIS: 184117
- SNAC: w68k7gsx
- Système universitaire de documentation: 026840359
- Museum of New Zealand Te Papa Tongarewa: 55633
- Trove: 811236
- Union List of Artist Names: 500019113
- Virtual International Authority File: 64004844
- WorldCat: E39PCjwTQ9rJfKqX63BFDy8HYd